# أبو إسماعيل الأزدي
 أبو إسماعيل محمد بن عبد الله الأزدي البصري (نحو 110 هـ - 170 هـ / 728 - 787م): إخباري، راوية، ومؤرخ عربي قديم. وهو من طبقة سيف بن عمر، وأبو مخنف. وكتابه فتوح الشام إلى جانب كتاب الجمل لسيف بن عمر، هما أقدم ما وصول إلينا في التاريخ، حيث فقد كتب محمد بن إسحاق وأبو معشر المدني وأبي مخنف وأمثالهم.
ويقدم كتابه تفاصيل فتوح الشام، وقد حفظ عدداً كبيراً من الرسائل المتبادلة بين أبي بكر الصديق وقادته وعمر بن الخطاب وقادته، مما لم يرد في المصادر التاريخية الأخرى. وقد اعتمده ابن حبيش لفتوح الشام في مؤلفه، كما نقل أبو الربيع الكلاعي أكثر مادة فتح الشام في كتابه «الاكتفاء في مغازي رسول الله والثلاثة الخلفاء» من فتوح الشام لأبو إسماعيل،وكذلك نقل عنه ابن حجر كثيرًا في كتابه الإصابة في تمييز الصحابة.

## حياته
لا يوجد في المصادر المتوفرة تاريخ محدد لسنة ولادة الأزدي، ولكن من خلال روايته يقدر سنة ولادته بين سنة 100 هـ – 110 هـ. وبدأ الأزدي طلب العلم حوالي سنة ثلاثين ومائة، لأنا نجده روی بالواسطة عن شيوخ توفوا قبل سنة 130 هـ. وتزوج الأزدي أخت صقعب بن زهير بن عبد الله بن زهير بن سليم، وزوجته هي خالة أبو مخنف المؤرخ الشهير. فيرجح أنه كان أسنّ من أبو مخنف.وروى أبو إسماعيل عن نسيبه صقعب روايتين.وله من المؤلفات: فتوح الشام المشهور، وكتاب صفة الأنبياء الذي اخرج مصوراً على خرق الحرير في صندوق، ويروي الكتاب عنه خالد بن مصعب الثقفي وهو من مفقود التراث.

## شيوخه
شيوخ الأزدي في كتابه معظمهم من الكوفة والبصرة، ومشايخه مشايخ سيف بن عمر وأبو مخنف فهو من أقرانهم، كما روى عن بعض الشاميون المجهولين. فكان معظم رجال الأزدي من أهل الكوفة بالرغم أن كتابه عن الشام، وأخذ عن يحيى بن هانئ بن عروة المرادي (ت 132 هـ) عدة روايات، ويحيى أدركه أبو مخنف أيضاً وروى عنه روايتان. وسمع يزيد بن يزيد بن جابر (ت 134 هـ) وروى عنه 11 رواية،وأخذ عن أخيه عبد الرحمن بن يزيد بن جابر (70 هـ - 154 هـ) عندما نزل الكوفة، وروى عنه عدة روايات، وعبد الرحمن من شيوخ أبو مخنف أيضاً.وروى عن مُحَمَّد بْن يوسف بْن ثابت بن قيس بن شماس الأَنْصارِيّ (تسع روايات) ومحمد بن يوسف من شيوخ أبو مخنف أيضاً.وروى عن التابعي الحسن بن عبد الله العرني عدة روايات.ونقل عن التابعي عطاء بن عجلان الحنفي عدة روايات.
وروى عن القاسم بن الوليد الهمداني (ت 141 هـ) 9 روايات،والقاسم من شيوخ أبو مخنف أيضاً. وأخذ عن التابعي عبد الملك بن نوفل بن مساحق (7 روايات)، وابن نوفل من مشايخ أبو مخنف.كما أخذ عن التابعي المشهور هشام بن عروة (61 هـ - 146 هـ) 6 روايات، وهشام من شيوخ سيف وغيره.وسمع مجالد بن سعيد (ت 144 هـ) وروى عنه ثمان روايات، ومجالد من مشايخ سيف بن عمر وأبو مخنف.
ونقل الأزدي عن الأجلح بن عبد الله (ت 145 هـ) 5 روايات، والأجلح من أشياخ أبو مخنف وسيف بن عمر. وأخذ عن إسماعيل بن أبي خالد (146 هـ) مولى بجيلة وروى عنه ستة روايات، وكان إسماعيل قصاص مشهور، وأخذ عنه في التاريخ أيضًا: محمد بن إسحاق، وسيف بن عمر،وأبو مخنف.وأخذ الأزدي عن أبي جناب يحيى بن أبي حية (150 هـ) 7 روايات،وأبي جناب من مشايخ سيف بن عمر وأبو مخنف أيضًا.وروى عن الإخباري أبو المثنى الشرقي بن القطامي الكلبي (ت 155 هـ) عدة روايات،وأبو المثنى من مشايخ أبو مخنف أيضاً.وروى عن المؤرخ المشهور أبو معشر المدني (80 هـ - 170 هـ) عدة روايات.
كما روى عن عبد الله بن العباس الجشمي وأبو جهضم الأزدي الأنصاري وأمثالهم من غير المشاهير. وكثير من شيوخه من الأزد فمصادره قبلية، وهو يثني على مواقف الأزد في الفتوح ويشيد بثباتها في اليرموك، ويزعم أنهم كانوا ثلث الجيش في اليرموك!

## كتابه فتوح الشام
يقدم الكتاب تفاصيل عن فتوح الشام ويبدأ بوصف كيفية مشاورة أبو بكر الصديق لكبار الصحابة في عزمه على فتح الشام ويسجل آراء عدد منهم، ثم يعرض بتفصيل إلى استنفار الصديق للمسلمين وكيفية قدومهم إلى المدينة ويركز على قدوم أهل اليمن، ويصف كيفية توديع أهل المدينة للحملات المتعاقبة ووصايا الصديق لقادتها وردودهم عليه. ثم يعرض المعارك التي دارت في الشام دون أن يرتب ذلك على السنين وإن كانت بعضها متعاقبة، فهو قلما يهتم بتواريخ الأحداث وإن كان قد سجل بعضها في ثنايا الروايات.
وقد حفظ عدداً كبيراً من الرسائل المتبادلة بين الصديق وقادته ثم بين عمر بن الخطاب وقادته، وكثير من هذه الكتب والرسائل لم ترد في المصادر التاريخية الأخرى. ورغم أن الأزدي خصص كتابه لفتوح الشام فإنه ذكر أخباراً تتعلق بفتوح العراق مثل توجيه خالد بن الوليد إلى العراق ودوره في المعارك الأولى فيه ثم تحويله إلى جبهة الشام وما فتحه في طريقه إليها مفصلاً.
ورواه ابن خير الإشبيلي المتوفى سنة 575 هـ فقال في فهرسته: «كتاب فتوح الشَّام لأبي إِسْمَاعِيل مُحَمَّد بن عبد الله الْأَزْدِيّ. حَدثنِي بِهِ أَبُو بكر مُحَمَّد بن أحد بن طَاهِر رَحمَه الله عَن أبي عَليّ الغساني قَالَ أَخْبرنِي بِهِ حكم بن مُحَمَّد الجذامي عَن أبي مُحَمَّد عبد الرَّحْمَن بن النّحاس عَن أبي الْحسن عَليّ بن أَحْمد بن إِسْحَاق الْمعدل عَن أبي الْعَبَّاس الْوَلِيد بن حَمَّاد عَنهُ (أي الكتاب)».